# Can Fortuny (Arenys de Munt)
Can Fortuny és un antic forn de pa situat al municipi d'Arenys de Munt a la comarca catalana del Maresme.
Va ser inaugurat el 1941. S'hi feia s'hi feia pa i productes afins que abans feien al Forn Sant Jaume a l'altra banda del carrer.